# تشاتري تشيمتالاي
تشاتري تشيمتالاي (بالتايلندية: ชาตรี ฉิมทะเล)‏ (14 ديسمبر 1983 بناخون راتشاسيما في تايلاند - ) هو لاعب كرة قدم تايلندي في مركز الهجوم. شارك مع منتخب تايلاند لكرة القدم. أما مع النوادي، فقد لعب مع نادي باثوم يونايتد وإف سي بانكوك وChiangmai F.C. ‏.

## روابط خارجية
- تشاتري تشيمتالاي على موقع قاعدة بيانات كرة القدم.إي يو (الإنجليزية)
- تشاتري تشيمتالاي على موقع ناشيونال فوتبول تيمز (الإنجليزية)
- تشاتري تشيمتالاي على موقع Soccerway.com (الإنجليزية)
- تشاتري تشيمتالاي على موقع عالم كرة القدم.نت (الإنجليزية)